# Néron essayant des poisons sur des esclaves
Néron essayant des poisons sur des esclaves è un cortometraggio del 1896 diretto da Georges Hatot.

## Trama
L'Imperatore Nerone è seduto sul suo trono con consiglieri al suo fianco, ha fatto bere del veleno a uno schiavo. Lo schiavo collassa e muore, felice di questo fa bere ad un secondo schiavo il veleno. Anche lui collassa e muore.